# Daudi Chwa II
Daudi Chwa II était le 34e Kabaka du royaume du Buganda, dans le sud de l'actuel Ouganda, de 1897 à 1939.  

## Biographie
Il est né le 8 août 1896 à Mengo (en). Il était le cinquième fils de Kabaka Danieri Basammula-Ekkere Mwanga II Mukasa, Kabaka du Buganda, entre 1884 et 1888 ainsi qu'entre 1889 et 1897. Sa mère était Abakyala Evalini Kulabako, du clan Ngabi, la quatrième des seize femmes de son père.  
Il accède au trône en août 1897 à la suite de la déposition de son père par les autorités britanniques. Au moment de son couronnement, il n'a qu'un an. Il réside à Mengo Hill. Il a fait ses études au Kings College de Budo. 
Le 8 août 1914, il reçoit une commission honoraire en tant que lieutenant dans l'armée britannique  et est nommé capitaine honoraire le 22 septembre 1917.  Il a été nommé  compagnon honoraire de l'Ordre de Saint-Michel et Saint-George (CMG) lors des honneurs du Nouvel An 1918 et a été promu Chevalier Commandeur honoraire (KCMG) le 16 février 1925. Il a aussi été nommé Chevalier Commandeur honoraire de l'Ordre de l'Empire britannique (KBE) lors des honneurs du couronnement de 1937 et Commandeur de l'Ordre de la Couronne de Belgique en 1918.

## Descendance
Selon la tradition, il aurait eu 36 enfants dont 20 fils et 16 filles. 